# Tempelberget
Tempelberget är en upphöjd plats i Jerusalems gamla stad. Tempelberget är en helig plats för judendomen, islam och kristendomen. Trots namnet är tempelberget ett av gamla stans lägst belägna delar och omges av högre kullar runt den gamla stadsdelen. I judisk tradition går man dock alltid upp till tempelberget, aldrig ned.

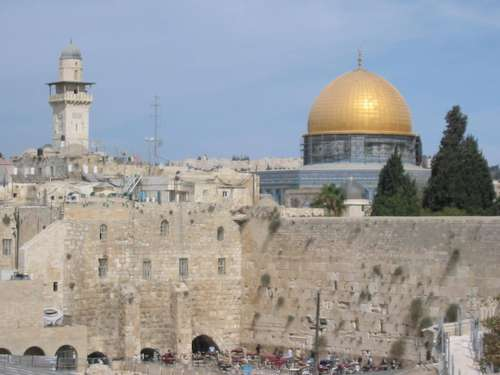
Tempelberget med Västra muren och den ovanför belägna Klippdomen.

Mitt på berget finns en klippa som sägs vara den plats där Abraham enligt Första Moseboken nästan offrade Isak, en plats som då kallades Moria berg. På samma plats skall Muhammed enligt islamisk tradition ha börjat sin himmelsfärd. Över den klippan är Klippdomen byggd, och en liten bit därifrån ligger Al-Aqsamoskén.
På tempelberget byggde kung Salomo enligt Gamla Testamentet det första judiska templet på niohundratalet f.Kr.. Det förstördes av babylonierna 586 f.Kr.. På femhundratalet f.Kr. uppfördes det andra templet med stöd av perserkungen Kyros II (Bibelns Kóresh). Detta tempel förstördes av romarna år 70 e.Kr. Av det andra templet återstår bara den Västra muren (Klagomuren).
På tempelbergets östra sida ligger den förseglade Gyllene porten som är den äldsta av de nuvarande portarna i gamla Jerusalems stadsmur.